# Borgorose
Borgorose är en stad och kommun i provinsen Rieti, i regionen Latium i södra Italien. Borgorose ligger 70 km nordöst om Rom och 40 km sydlst om Rieti. Kommunen hade 4 435 invånare (2018) och gränsar till kommunerna L'Aquila, Lucoli, Magliano de' Marsi, Pescorocchiano, Sante Marie och Tornimparte.